# Gaarden (Schiff, 1943)
Die Gaarden war ein 1943 für die deutsche Kriegsmarine gebautes Versorgungs- und Minenschiff.
Das Schiff lief am 29. August 1943 mit der Baunummer 221 auf der Rickmers Werft (Rickmers Reismühlen, Rhederei und Schiffbau Aktiengesellschaft) in Wesermünde vom Stapel. Es war 68,1 m lang und 10,4 m breit und mit 1458 BRT vermessen. Zwei Dieselmotoren ermöglichten über zwei Schrauben eine Geschwindigkeit von 11,6 Knoten.
Die Gaarden diente bis zum Ende des Zweiten Weltkriegs in der Kriegsmarine. Sie wurde 1945 bei einem Bombenangriff auf Narvik beschädigt und wurde dort bei Kriegsende britische Kriegsbeute. Sie wurde nach England geschleppt und 1946 als Reparationsleistung der Regierung von Neuseeland und von dieser 1947 der Union Steam Ship Company of New Zealand übereignet. Nach Instandsetzung kam sie im August 1947 in Neuseeland an. Sie wurde in Kamo umbenannt, das zweite Schiff dieses Namens der Reederei, und fuhr in den folgenden zehn Jahren meist zwischen Neuseeland und Australien.
Das Schiff wurde im April 1957 in Sydney aufgelegt und bald darauf an die Sunning Trading Corp. in Panama verkauft. Unter dem neuen Namen Sunning verkehrte es bis 1960. Dann erfolgte ein Weiterverkauf an die Chip Hong Navigation Co. in Hongkong, wobei sowohl der Schiffsname als auch die Registrierung in Panama bestehen blieben. In der Nacht vom 30. zum 31. Dezember 1961 schlug die Sunning während einer Fahrt von Kaohsiung (Taiwan) nach Singapur leck und sank.